# کلیسای صلیب مقدس (آخالتسیخه)
کلیسای صلیب مقدس (آخالتسیخه) (ارمنی: Երևման սուրբ Խաչ եկեղեցի (Ախալցխա)؛ انگلیسی: Akhaltskha; ارمنی: Սուրբ Նշան եկեղեցի یا ارمنی: Կոկոլայի եկեղեցի) یک کلیسا متعلق به کلیسای حواری ارمنی واقع در شهر آخالتسیخه،  گرجستان می‌باشد. ساخت و ساز این ساختمان در سده ۱۳ام میلادی؛ به پایان رسید. این بنا به سبک معماری ارمنی طراحی شده است.